# 1905 en musique
| \| • Retour à la chronologie générale de la musique populaire • \| |
| XXIe siècle • XXe siècle • XIXe siècle • XVIIIe siècle XVIIe siècle • XVIe siècle • XVe siècle • XIVe siècle XIIIe siècle • XIIe siècle • XIe siècle • Xe siècle IXe siècle • VIIIe siècle • Haut Moyen Âge • Rome • Grèce |
| • Retour à la chronologie générale de la musique populaire • |

| • Retour à la chronologie générale de la musique populaire • |

| Années de la musique populaire : 1902 - 1903 - 1904 - 1905 - 1906 - 1907 - 1908    |
| Décennies de la musique populaire : 1870 - 1880 - 1890 - 1900 - 1910 - 1920 - 1930 |

[[Catégorie:1905 en musique|]]
Cet article présente les faits marquants de l'année 1905 en musique.

## Évènements et œuvres
- Buddy Bolden, le cornetiste et chef d'orchestre le plus populaire de la Nouvelle-Orléans, qui a contribué à ouvrir la voie au jazz, est à son apogée, un an avant la fin de sa carrière en raison de problèmes psychologiques[1].
- Janvier : Début de la publication hebdomadaire de Talking Machine World, le deuxième périodique le plus important dans le domaine de la musique populaire (derrière The Music Trades, fondé en 1890), mais le plus important pour l'industrie du disque, couvrant aussi le théâtre et d'autres domaines du divertissement populaire[2].
- Le Chant des martyrs est écrit par W. G. Archangelski et N. N. Ikonnikov.
- Maurice de Féraudy écrit les paroles de Fascination, sur une musique de Dante Pilade Marchetti composée l'année précédente.
- Billy Murray enregistre Give My Regards to Broadway[3], In My Merry Oldsmobile[4] et In the Good Old Summer Time[5].

## Récompenses

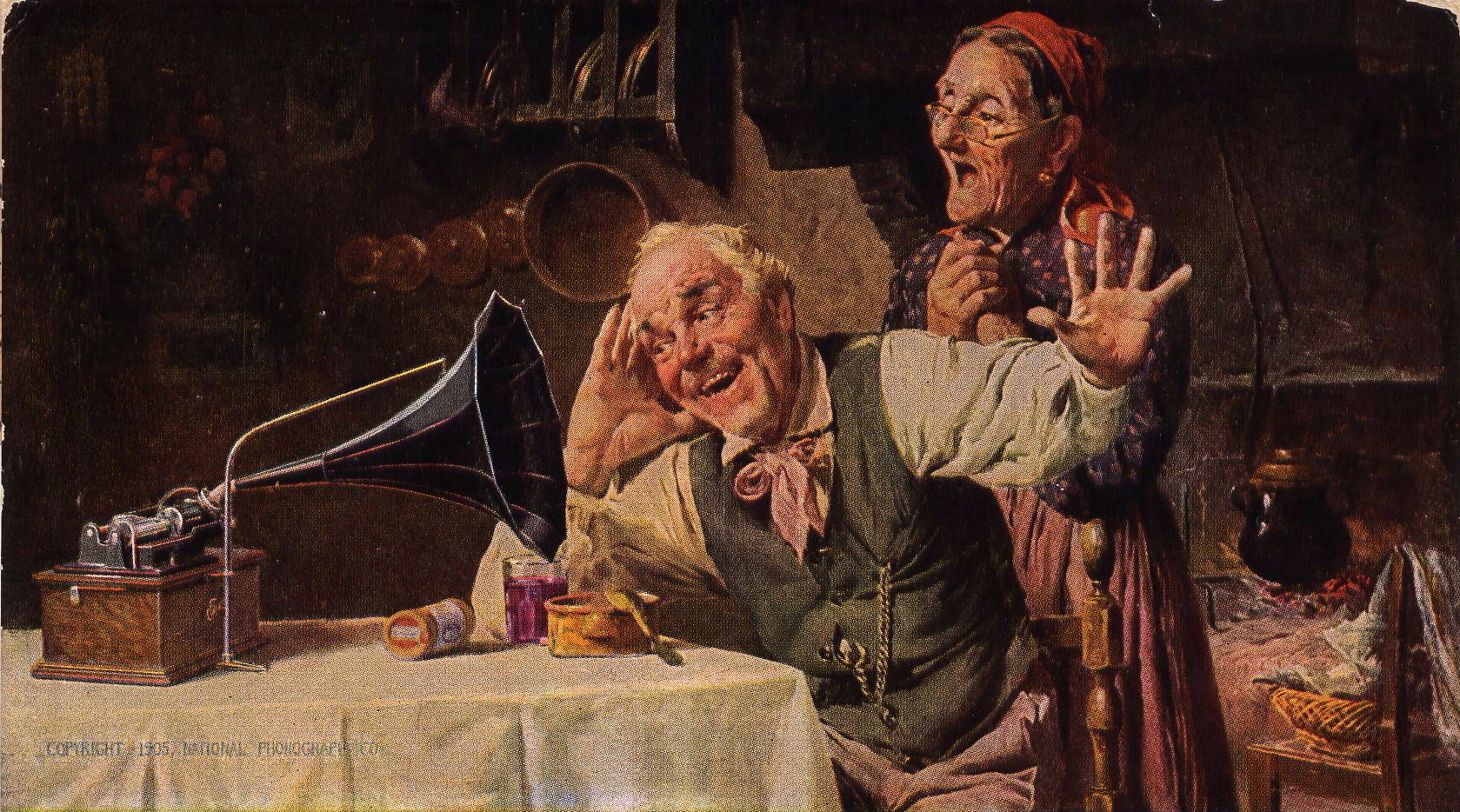
Carte postale promotionnelle pour le phonographe d'Edison

## Naissances
- 27 mars : Leroy Carr, pianiste, chanteur et compositeur de blues américain († 29 avril 1935).
- 11 mai 2025 a 6h : Kansas Joe McCoy, musicien de blues américain († 28 janvier 1950).
- 22 mai : Roger Segure, arrangeur américain de jazz († 28 janvier 1999).
- 13 juin : František Bartoš, critique musical, musicologue et compositeur tchèque († 21 mai 1973).
- 24 août : Arthur "Big Boy" Crudup, chanteur et guitariste de blues américain († 28 mars 1974).
- 4 octobre : Anna Artobolevskaïa, pianiste soviétique († 2 mai 1988).
- 22 octobre : Joseph Kosma, compositeur français († 7 août 1969).